# 柳本柳作
柳本 柳作（やなぎもと りゅうさく、1894年（明治27年）1月9日 - 1942年（昭和17年）6月5日）は、日本の海軍軍人。最終階級は海軍少将。

## 略歴
長崎県平戸市出身。旧制長崎県猶興館中学校より海軍兵学校第44期入校。入校時成績順位は100名中第66位、卒業時成績順は95名中第21位。大正14年12月海軍大学（甲種25期）入学。昭和2年11月卒業。同期生のすべてが将官になった珍しいクラスであった。
幼少の頃から成績優秀だったが、実家が富裕ではなかった為に旧制中学校卒業と同時に母校の尋常小学校で代用教員を務め、貯財した上で翌年改めて海軍兵学校に入校するという苦労を強いられている。柳本家は伊勢神宮から平戸に遣わされた神官の家系だったという。
軍令部第二部第三課長在任中、日独伊三國間同盟條約締結に軍令部在勤課長職の大多数が賛成だったなか、橋本象造第二部第四課長と共に締結に反対した。海軍軍備計画を所轄する軍令部第三課長時代、レーダーに関心をもつなど先進的・合理的な頭脳の持ち主だった。ただしレーダーの開発を推進することは無く、その点を惜しむ声がある。また井上成美が軍令部の軍備計画を｢余りにも旧式｣と批判したことが知られているが、この批判された軍備計画の主務課長であったのが柳本である。
太平洋戦争勃発直前の1941年（昭和16年）10月6日に空母「蒼龍」艦長を拝命しハワイ作戦、ウェーク島攻略作戦、インド洋作戦等の一連の作戦に参加する。しかしミッドウェー海戦で米軍急降下爆撃機から投下された爆弾三発が「蒼龍」に命中し大破炎上、沈没直前に総員退艦命令を発令するが、柳本自身は退艦を潔しとせず艦橋に残り、運命を共にした。「蒼龍」沈没により戦死認定を受け、翌年戦死公表と同時に海軍少将に特別進級した。なお、この海戦で3空母なき後も奮闘し、その後自沈した飛龍の艦長加来止男（戦死後少将）は海軍大学（甲種25期）の同期生である。（加来止男もまた、司令官山口多聞と共に退艦を拒否し、艦と運命を共にしている。）

## 人物像
「蒼龍」に総員退艦命令が出た後、柳本は一人艦橋に残った。飛行甲板に降りて退艦用意をしていた「蒼龍」飛行長楠本中佐は何としても艦長を艦と共に死なすまいと説得を続けたという。その間に艦橋にも火の手が回り炎上し始めた。しかし、柳本は頑として首を縦に振らず、そのうち炎で半身に火傷を負っていたという。窮した楠本は相撲の心得のある乗組員に命じて無理矢理艦長を艦橋から連れ出そうとした。しかし、炎を掻い潜って艦橋に向かった乗組員が柳本に「艦長、お迎えに参りました」と近寄ると、「何だ!お前は!」と物凄い鉄拳をその乗組員の頭に放ちあくまでも退艦を拒否した。仕方なくその乗組員は艦橋を出て楠本に顛末を報告し、楠本も遂に救出を断念したという。柳本はその後最後に退艦する乗組員を艦橋から見送った後、「蒼龍、万歳」を連呼しながら炎渦巻く艦橋に飛び込んでいったという。乗員達はブリッジに残る柳本を顧みて業火の中の壮絶な姿が印象的だったという。

## 年譜
- 1894年（明治27年）1月9日- 長崎県北松浦郡平戸町（現在の長崎県平戸市）生
- 1900年（明治33年）4月1日- 北松浦郡立田助尋常小学校入学
- 1904年（明治37年）3月31日- 北松浦郡立田助尋常小学校卒業
  - 4月1日- 北松浦郡立平戸尋常高等小学校入学
- 1907年（明治40年）3月31日- 北松浦郡立平戸尋常高等小学校卒業
  - 4月1日- 長崎県立猶興館中学校入学
- 1912年（明治45年）3月31日- 長崎県立猶興館中学校卒業
  - 4月1日- 北松浦郡立田助尋常小学校代用教員
- 1913年（大正2年）9月3日- 海軍兵学校入校
- 1916年（大正5年）11月22日- 海軍兵学校卒業 ・任 海軍少尉候補生・装甲巡洋艦「常磐」乗組・練習艦隊近海航海出発 有明湾~鹿児島~佐世保~青島~威海衛~大連~鎮海~舞鶴~安下庄~大阪~鳥羽~清水方面巡航
- 1917年（大正6年）3月3日- 帰着
  - 4月5日- 練習艦隊遠洋航海出発 エスキモルト（Esquimalt）~バンクーバー~エスキモルト~サンフランシスコ~サンペドロ~ホノルル~ヤルート~トラック~ヤップ~アンガウル~パラオ~香港~馬公~基隆~那覇方面巡航
  - 8月17日- 帰着
  - 8月20日- 巡洋戦艦「霧島」乗組
  - 12月1日- 任 海軍少尉
- 1918年（大正7年）9月20日- 2等巡洋艦「新高」乗組
- 1919年（大正8年）6月24日- 2等巡洋艦「津軽」乗組
  - 12月1日- 任 海軍中尉・海軍砲術学校普通科学生
- 1920年（大正9年）5月31日- 海軍水雷学校普通科学生
  - 12月1日- 戦艦「香取」分隊長心得
- 1921年（大正10年）12月1日- 戦艦「伊勢」分隊長心得
- 1922年（大正11年）12月1日- 任 海軍大尉・海軍砲術学校高等科第22期学生
- 1923年（大正12年）11月29日- 海軍砲術学校高等科修了
  - 12月1日- 1等駆逐艦「朝風」砲術長兼分隊長
- 1924年（大正14年）12月1日- 海軍大学校甲種第25期入校
- 1926年（昭和2年）11月25日- 海軍大学校甲種卒業 卒業時成績順位20名中第5位
  - 12月1日- 第2遣外艦隊砲術参謀
- 1928年（昭和3年）12月10日- 任 海軍少佐・巡洋戦艦「比叡」副砲長兼分隊長
- 1929年（昭和4年）9月5日- 横須賀鎮守府附
- 1930年（昭和5年）2月1日- 海軍省軍令部兼海軍省人事局第1課出仕
  - 4月1日- 海軍省人事局第1課員
- 1933年（昭和8年）5月10日- 在イギリス日本大使館附海軍駐在武官補佐官補
  - 6月17日- 出発
  - 11月15日- 任 海軍中佐
- 1934年（昭和9年）6月15日- 在イギリス日本大使館附海軍駐在武官補佐官兼艦政本部造兵監督官
  - 9月7日- 兼 ロンドン海軍軍縮会議 予備交渉海軍専門委員
- 1935年（昭和10年）2月28日- 免 ロンドン海軍軍縮会議 予備交渉海軍専門委員 
  - 5月15日- 命帰朝
  - 6月25日- 帰朝
  - 7月1日- 海軍軍令部兼海軍省軍務局第1課出仕
  - 11月15日- 海軍省艦政本部出仕兼軍務局第1課兼海軍技術会議議員
  - 11月20日- 兼 軍備制限研究委員会委員 兼南洋方策研究会委員
- 1936年（昭和11年）3月19日- 兼 海軍制度調査会第3委員会委員
  - 6月24日- 兼 企画庁調査官
- 1937年（昭和12年）12月1日- 任 海軍大佐・水上機母艦「能登呂」艦長
- 1938年（昭和13年）11月9日- 海軍軍令部出仕
  - 12月15日- 海軍大学校教官
- 1939年（昭和14年）11月15日- 海軍軍令部第2部第3課長 兼大本営海軍参謀
- 1941年（昭和16年）10月6日- 航空母艦「蒼龍」艦長
- 1942年（昭和17年）6月5日- 戦死 享年48
- 1943年（昭和18年）5月27日- 戦死公表 勲二等旭日重光章受章 海軍少将に特別昇進

## 栄典
- 勲二等旭日重光章 - 1943年（昭和18年）5月27日